# Muscicapa infuscata
El papamoscas ahumado (Muscicapa infuscata') es una especie de ave paseriforme de la familia Muscicapidae propia de África central. 

## Distribución y hábitat
Se encuentra en Angola, Camerún, Gabón, Guinea Ecuatorial, Nigeria, República Centroafricana, República del Congo, República Democrática del Congo, Sudán del Sur, Tanzania, Uganda y Zambia. Su hábitat natural son los bosques húmedos tropicales de tierras bajas.